# 아벤티노 삼신
아벤티노 삼신(Aventine Triad, 평민 삼신 또는 농업 삼신이라고도 함)는 로마 신화의 신인 케레스, 리베르 및 리베라의 공동 숭배에 대한 현대적인 용어이다. 이 숭배는 기원전 493년경에 전통적으로 로마의 평민들과 연관된 아벤티노 언덕의 성지(템플룸) 내에서 설립되었다. 이후의 기록에서는 신전 건물과 의식에 대해 ‘그리스식’으로 묘사한다. 일부 현대 역사가들은 아벤티노 삼신을 평민의 평행선과 자의식적인 대조로 묘사한다. 삼신은 주피터, 마르스, 퀴리누스의 고대 삼신, 그리고 주피터의 카피톨리노 삼신, 미네르바, 주노의 삼신과 유사하고, 자의식적인 대조를 이룬다. 아벤티노 삼신, 사원 및 관련 루디(게임 및 연극 공연)는 평민 정체성의 초점 역할을 했으며, 때로는 로마의 원래 지배 엘리트였던 귀족에 반대하는 역할을 했다.

## 기원
케레스, 리베르, 리베라 사이의 아벤티누스(아벤티네) 관계는 아마도 독특한 사회 집단으로서 평민의 농업과 다산의 신으로서의 역할에 처음 기초했을 것이다. 리베르는 로마에 공식적으로 채택되기 오래 전에 헬레니즘 시대 이탈리아 반도 전역에 널리 퍼진 분리되고 이질적인 다산 숭배에서 케레스와 리베라 모두의 동반자였다. 리베르의 것보다 더 다루기 쉽고 순종적이다. 아벤티누스 숭배는 후기 로마 사료에서 그리스인의 독특한 성격으로 보고되었으며, 그리스 신들과 유사한 것으로 인식되어 더욱 강화되고 영향을 받았을 것이다. 세레스토 데메테르, 리베로토 디오니소스(로마 바쿠스), 리베라토 페르세포네(로마 프로세르피나 ) 또는 아리아드네. 로마 신학에 따라 아벤티노 삼신의 내부 및 외부 동등성은 여전히 추측적이고 광범위하며, 유연하다. 설립된 지 한참 후 키케로는 리베르와 디오니소스의 동등성을 거부하고, 케레스가 리베르와 리베라의 어머니라고 주장한다.